# Selris Figaro
Selris Figaro (Port of Spain, 20 novembre 1946) è un ex calciatore trinidadiano, di ruolo difensore.

## Carriera

### Club
Figaro in patria gioca in varie squadre prima di trasferirsi nel 1970 negli Stati Uniti d'America per militare nei Washington Darts, con raggiunge la finale della North American Soccer League 1970, persa contro i Rochester Lancers.
Nella stagione 1973 passa ai Miami Toros, con cui chiude il torneo al terzo ed ultimo posto al terzo posto nella Eastern Division. Nel campionato seguente raggiunge con i suoi Toros la finale del torneo, giocata da titolare, persa ai rigori contro i L.A. Aztecs.
Nella North American Soccer League 1975 raggiunse invece la semifinale, perdendo l'accesso alla finale contro i futuri campioni del T.B. Rowdies.
Nella stagione 1976 passa ai Connecticut Yankees, franchigia dell'American Soccer League, ottenendo il quinto posto della Eastern Division.

### Nazionale
Figaro giocò con la nazionale di calcio di Trinidad e Tobago dieci incontri tra il 1973 ed il 1976, segnando anche una rete contro il Suriname.

## Statistiche

### Cronologia presenze e reti in Nazionale
| Cronologia completa delle presenze e delle reti in nazionale ― Trinidad e Tobago | Cronologia completa delle presenze e delle reti in nazionale ― Trinidad e Tobago | Cronologia completa delle presenze e delle reti in nazionale ― Trinidad e Tobago | Cronologia completa delle presenze e delle reti in nazionale ― Trinidad e Tobago | Cronologia completa delle presenze e delle reti in nazionale ― Trinidad e Tobago | Cronologia completa delle presenze e delle reti in nazionale ― Trinidad e Tobago | Cronologia completa delle presenze e delle reti in nazionale ― Trinidad e Tobago | Cronologia completa delle presenze e delle reti in nazionale ― Trinidad e Tobago |
| Data                                                                             | Città                                                                            | In casa                                                                          | Risultato                                                                        | Ospiti                                                                           | Competizione                                                                     | Reti                                                                             | Note                                                                             |
| -------------------------------------------------------------------------------- | -------------------------------------------------------------------------------- | -------------------------------------------------------------------------------- | -------------------------------------------------------------------------------- | -------------------------------------------------------------------------------- | -------------------------------------------------------------------------------- | -------------------------------------------------------------------------------- | -------------------------------------------------------------------------------- |
| 4-12-1973                                                                        | Port-au-Prince                                                                   | Haiti                                                                            | 2 – 1                                                                            | Trinidad e Tobago                                                                | Campionato CONCACAF 1973                                                         | -                                                                                |                                                                                  |
| 10-12-1973                                                                       | Port-au-Prince                                                                   | Trinidad e Tobago                                                                | 1 – 0                                                                            | Guatemala                                                                        | Campionato CONCACAF 1973                                                         | -                                                                                |                                                                                  |
| 14-12-1973                                                                       | Port-au-Prince                                                                   | Trinidad e Tobago                                                                | 4 – 0                                                                            | Messico                                                                          | Campionato CONCACAF 1973                                                         | -                                                                                |                                                                                  |
| 17-12-1973                                                                       | Port-au-Prince                                                                   | Trinidad e Tobago                                                                | 4 – 0                                                                            | Antille Olandesi                                                                 | Campionato CONCACAF 1973                                                         | -                                                                                | 46’                                                                              |
| 15-8-1976                                                                        | Bridgetown                                                                       | Barbados                                                                         | 2 – 1                                                                            | Trinidad e Tobago                                                                | Qual. Campionato CONCACAF 1977                                                   | -                                                                                |                                                                                  |
| 31-8-1976                                                                        | Port of Spain                                                                    | Trinidad e Tobago                                                                | 1 – 0                                                                            | Barbados                                                                         | Qual. Campionato CONCACAF 1977                                                   | -                                                                                |                                                                                  |
| 14-9-1976                                                                        | Bridgetown                                                                       | Barbados                                                                         | 1 – 3                                                                            | Trinidad e Tobago                                                                | Qual. Campionato CONCACAF 1977                                                   | -                                                                                |                                                                                  |
| 14-11-1976                                                                       | Paramaribo                                                                       | Suriname                                                                         | 1 – 1                                                                            | Trinidad e Tobago                                                                | Qual. Campionato CONCACAF 1977                                                   | -                                                                                |                                                                                  |
| 28-11-1976                                                                       | Port of Spain                                                                    | Trinidad e Tobago                                                                | 2 – 2                                                                            | Suriname                                                                         | Qual. Campionato CONCACAF 1977                                                   | 1                                                                                |                                                                                  |
| 18-12-1976                                                                       | Caienna                                                                          | Suriname                                                                         | 3 – 2                                                                            | Trinidad e Tobago                                                                | Qual. Campionato CONCACAF 1977                                                   | -                                                                                |                                                                                  |
| Totale                                                                           |                                                                                  | Presenze                                                                         | 10                                                                               |                                                                                  | Reti                                                                             | 1                                                                                |                                                                                  |